# Municipio de Nanchital de Lázaro Cárdenas del Río
El municipio de Nanchital de Lázaro Cárdenas del Río es uno de los 212 municipios que integran el estado mexicano de Veracruz. Está conformado por veinticuatro localidades y su cabecera municipal es Nanchital de Lázaro Cárdenas del Río. El Censo de Población y Vivienda 2020 del Instituto Nacional de Estadística y Geografía (INEGI) registró una población total en el municipio de 29,209 habitantes. También es uno de los tres municipios que conforman la zona metropolitana de Coatzacoalcos. Recibe su nombre en honor del expresidente mexicano Lázaro Cárdenas del Río.

## Generalidades
El nombre Nanchital proviene del español «lugar donde abundan los nanches». Mientras que recibe el nombre de Lázaro Cárdenas del Río en honor al expresidente mexicano. El nombre quedó establecido en el Decreto 401 de la Quincuagésima Cuarta Legislatura del Congreso de Veracruz del 29 de noviembre de 1988. Nanchital inició como una ranchería cercana al municipio de Coatzacoalcos. En 1938, se elevó a la categoría de congregación del municipio de Ixhuatlán y, en 1967, pasó a ser cabecera municipal de ese municipio. Por decreto, el 20 de agosto de 1980, se elevó a villa y, cuatro años después, a ciudad. El 26 de noviembre de 1988, se erigió como municipio libre de Nanchital de Lázaro Cárdenas del Río y se estableció a la localidad de Nanchital como su cabecera municipal.

## Geografía
El municipio se localiza entre los paralelos 18° 02' y 18° 06' latitud norte, los meridianos 94° 21' y 94° 26' longitud oeste y a una altitud que varía entre los diez y los 100 metros. Limita al norte con los municipios de Cosoleacaque y Coatzacoalcos, al este con Coatzacoalcos e Ixhuatlán del Sureste, al sur con Ixhuatlán y al oeste con Ixhuatlán y Cosoleacaque. Con excepción de este último, todos los municipios anteriores conforman la zona metropolitana de Coatzacoalcos.
Por otra parte, de acuerdo con el Instituto Nacional de Estadística y Geografía (INEGI), el clima predominante es el «húmedo con lluvias todo el año», con un rango de temperaturas que va de los 25 a 27 °C y uno de precipitación de 2400 a 2600 mm. Por otra parte, ocupa un total de 30.2 kilómetros cuadrados, lo que representa el 0.04 % del total estatal. Se encuentra aproximadamente a 438 kilómetros por carretera de la capital del Estado.

## Municipalidad
Según la Ley Orgánica del Municipio Libre de Veracruz, los municipios cuentan con «personalidad jurídica y patrimonio propios, [y serán] gobernado por un Ayuntamiento». Para la elección de diputados al Congreso de Veracruz, el municipio se ubica dentro del distrito electoral XXX, con cabecera en Coatzacoalcos II. Asimismo, para la elección de diputados al Congreso de la Unión, Nanchital se encuentra integrado en el distrito electoral federal XI de Veracruz. Por otro lado, está conformado por un total de veinticuatro localidades, veintitrés rurales y una urbana.

### Demografía
De acuerdo con los datos del Censo de Población y Vivienda 2010 del INEGI, Nanchital tenía para ese año un total de 27 094 habitantes. Por sus 30.2 kilómetros cuadrados de superficie, el municipio tenía una densidad de población de 896.3 habitantes por kilómetro cuadrado. Del total de población, 12 978 eran hombres —47.90 %— y 14 116 mujeres —52.10 %—. Respecto a grupos de edad, 6497 pertenecían a la población de 0 a 14 años, 18 411 a la de 15 a 64 años y 1588 a la de 65 años y más.
La población del municipio representaba el 0.35 % del total de Veracruz y de las veinticuatro localidades, una mayoría (21) tenía entre uno y 249 habitantes; una contaba entre 250 y 499 y una con entre 500 y 999. Solamente una alcanzaba más de 1000, la cabecera municipal, Nanchital, con 25 289 habitantes, por lo que el resto de las localidades albergaban solamente 1805 personas. Junto con Nanchital, las localidades más habitadas del municipio eran: La Candelaria (814 habitantes), Sedena (286 habitantes), El Pollo de Oro (193 habitantes) y Lázaro Cárdenas Del Río (149 habitantes).
| Evolución de la población del municipio de Nanchital (1995-2030) |
| |
| Población según los Censos Generales y Conteos de Población y Vivienda Proyecciones de la población de los municipios (2010-2030) Fuente: Instituto Nacional de Estadística y Geografía y Comisión Nacional de Vivienda. |